# Kragulj
Kragulj (latinsko znanstveno ime Accipiter gentilis) je vrsta ujede iz rodu kragulj (Accipiter) in družine kraguljev (Accipitridae).

## Značilnosti
Kragulj je srednje velika ujeda, pri čemer je samica večja od samca. Odrasel kragulj meri v dolžino od 48 do 61 cm. V letu ga spoznamo po zaobljenih perutih in po dolgem repu. Kragulji niso značilni jadralci, zato v letu pogosto zamahujejo s krili.
Hranijo se s pticami in manjšimi sesalci do velikosti zajca. Plen presenetijo z napadom iz grmovja, ptice pa pogosto tudi dolgo zasledujejo.

## Razširjenost
Ta ptica je razširjena po Evropi, Aziji, Afriki (od severne drevesne meje do Maroka) in v severni Ameriki do Mehike. Njegovo življenjsko okolje so iglasti, včasih pa tudi mešani in listnati gozdovi.
Kragulj gnezdi v krošnjah dreves, v gnezdu, ki ga vsako leto zgradi na novo. Gnezdi v aprilu in maju, samica pa znese dve ali tri jajca.